# Body Contact
Body Contact é um filme de drama musical produzido no Reino Unido, dirigido por Bernard Rose e lançado em 1987.